# Loriquito-de-testa-azul
O loriquito-de-testa-azul (Charmosynopsis taxopei), também conhecido como loriquito-de-buru, é um pistacídeo do género Charmosynopsis, endémico de Buru, uma Ilha da Indonésia.